# Silvia Schlagnitweit
Silvia Schlagnitweit (19 de enero de 1978) es una deportista austríaca que compitió en judo. Ganó una medalla de bronce en el Campeonato Europeo de Judo de 2003, en la categoría de –70 kg.

## Palmarés internacional
| Campeonato Europeo | Campeonato Europeo    | Campeonato Europeo | Campeonato Europeo |
| Año                | Lugar                 | Medalla            | Categoría          |
| ------------------ | --------------------- | ------------------ | ------------------ |
| 2003               | Düsseldorf (Alemania) | Medalla de bronce  | –70 kg             |